# Thermogenèse
La thermogenèse est la production de chaleur de l’organisme chez les animaux et certaines plantes par augmentation du métabolisme cellulaire. Elle s'oppose à la thermolyse, qui correspond aux mécanismes d’exportation de la chaleur produite en excès par l’organisme. Elle intervient quand la température du corps est inférieure au point de consigne (température d'environ 37 °C). Cela entraîne alors la libération dans le sang de catécholamines (adrénaline), qui entraînent une vasoconstriction au niveau de la peau. Le corps produit alors de la chaleur par :
- activité musculaire : volontaire ou frissons thermiques ;
- métabolisme : catécholamines, hormones thyroïdiennes ;
- lipolyse du tissu adipeux brun (la graisse brune n'est présente que chez les nourrissons et diminue progressivement avec l'âge sans disparaître, sauf chez les animaux qui hibernent).

La consommation d'alcool provoque une vasodilatation. Elle augmente donc les déperditions thermiques, ce qui peut avoir pour effet de plonger le sujet en hypothermie.

## Ajustement par rapport à latempérature corporelle humaine
Dans le règne animal, on distingue les poïkilothermes des homéothermes ; ces derniers sont capables de maintenir leur température centrale à une valeur relativement fixe appelée « température de consigne ». Cette valeur varie selon les espèces : 37,0 °C chez l'être humain, entre 37 °C et 40 °C chez la plupart des mammifères, entre 40 °C et 43 °C chez les oiseaux,,,.
L'hypothalamus, qui contient le centre thermorégulateur, reçoit des informations de tous les récepteurs (cutanés et centraux), analyse la température en permanence, et la compare à une valeur de consigne (environ 37 °C). En plus, d'une régulation nerveuse il y a aussi une régulation hormonale.
Cependant, ce point de consigne peut se déplacer en cas de pathologies ou d'infections, provoquant ainsi une fièvre. La fièvre est une réponse classique à une infection chez les homéothermes. Elle traduit non pas un dérèglement des mécanismes thermorégulateurs, mais l'établissement d'une nouvelle consigne de température, plus élevée.
Lorsque la température est inférieure à la température de consigne il y a des frissons pour produire de l'énergie par contraction musculaire (ce phénomène s'observe lors des poussées de fièvre).
Les êtres humains peuvent frissonner pour se réchauffer alors que les animaux principalement hibernants utilisent leurs graisses brunes comme source de chaleur, c'est une thermogenèse sans frisson.

## Thermogenèse d'exercice
L'exercice musculaire qui a un rendement relativement faible, s’accompagne d’une production de chaleur qui représente la différence entre l’énergie consommée et l’énergie mécanique produite. La thermogenèse peut être multipliée par un facteur 10 à 20, voire plus lors d'un effort intense de courte durée. Dans  le cas des muscles, la production de chaleur n'est pas uniquement d'origine métabolique, il existe aussi des mécanismes physiques : frottement des fibres, des filaments... les uns contre les autres lors du phénomène de contraction et de décontraction.
Le frisson musculaire correspond à une augmentation du tonus musculaire normal avec des contractions des fibres musculaires voisines, sans aucun mouvement. Il est très efficace pour produire de la chaleur.

## Thermogenèse alimentaire
La digestion, comme l'activité musculaire, accroît la thermogenèse, nommée dans ce cas « action dynamique spécifique » ou extra-chaleur. Elle est généralement proportionnelle à la quantité d'énergie consommée et représente environ 10 % des apports énergétiques quotidiens. La thermogenèse alimentaire est influencée par la nature des macronutriments consommés.
En effet, les glucides, protéines, lipides, mais également l'alcool sont à l'origine d'une thermogenèse alimentaire plus ou moins importante.
Le coût énergétique associé à la consommation d'alcool (dépendant de la quantité ingérée) est d'environ 5 à 10 %, soit une augmentation comparable à celle causée par l'ingestion de glucides. La conversion des glucides en acides gras est un processus coûteux qui engendre une thermogenèse avoisinant les 26 % de la teneur énergétique du glucose.
Les lipides bénéficient d'une faible thermogenèse (environ de 2 à 3 %) ce qui leur confère une rentabilité énergétique très élevée.
Enfin, la part de la dépense énergétique associée à la consommation de protéines chez l'être humain se situe entre 20 et 30 %.

## Frissons thermiques
Les frissons thermiques sont des contractions rapides des muscles striés squelettiques (5 à 10 fois par seconde). C'est un mécanisme de production de chaleur efficace à mise en place rapide, pouvant augmenter la thermogenèse de 3 à 5 fois le niveau de repos. Il est toutefois désagréable, perturbateur (de l'activité volontaire), et peu rentable à moyen et long terme (déperdition de chaleur dans le milieu ambiant).
Le frisson thermique est déclenché par un seuil de température corporelle, variable selon les individus. Ce seuil peut s'abaisser selon l'exposition au froid et l'entraînement du sujet. Il s'observe déjà à court terme, lors d'une seconde exposition brève au froid à 30 minutes d'intervalle (par exemple de 36° à 35,5° de température corporelle). Les sujets acclimatés ou entraînés peuvent ainsi supporter une hypothermie légère avant de frissonner.
Chez l'être humain, les frissons cessent lorsque les réserves glucidiques sont épuisées, après ce délai l'individu homéotherme devient un poïkilotherme.

## Thermogenèse végétale
La thermogenèse n'est pas propre aux animaux à sang chaud. Elle existe chez différents végétaux, particulièrement chez les Araceae.
Elle a été découverte par Jean-Baptiste Lamarck sur l'Arum italicum en 1777 et étudiée par le botaniste suisse Alphonse Louis Pierre Pyrame de Candolle,.
Depuis les botanistes ont trouvé de nombreuses fleurs, inflorescences ou cônes produisant de la chaleur : outre les Aracées, il y a le lotus (Nelumbonaceae), quelques Nymphaeaceae, des Aristolochiaceae, des palmiers (Arecaceae), des Annonaceae, Magnoliaceae, Illiciaceae, Rafflesiaceae, Winteraceae et Cycadaceae.
Certaines graines produisent aussi de la chaleur en germant (l'orge par exemple, selon de Candolle (p 1540).
Ce sont des plantes relativement primitives possédant des structures florales charnues pollinisées par des insectes. La production de chaleur sert en général à la dispersion d'odeurs destinées à attirer les pollinisateurs mais aussi dans certains cas à prévenir le gel de la plante ou à maintenir une température agréable dans la chambre florale où sont enfermés les insectes.
Quelques plantes de la famille des Aracées sont capables de monter la température de leur inflorescence jusqu'à 35 °C au-dessus de la température ambiante. Ainsi au Brésil, l'inflorescence du Philodendron selloum peut atteindre 40 °C alors que la température de l'air est voisine du gel.

### Origine de la chaleur
L'origine de cette dissipation de chaleur se trouve dans les mitochondries, organites spécialisés dans la conversion de l'énergie des glucides en une forme disponible par le métabolisme (l'ATP).
La voie principale de la respiration mitochondriale consiste dans le cycle de Krebs et la chaîne de transport d'électrons. Le cycle de Krebs fournit de l'énergie sous forme de donneurs d'électrons (NADH, NADPH, succinate) aux premiers éléments de la chaîne de transport d'électrons (complexe I, complexe II) qui vont aller réduire le pool d'ubiquinone Q. C'est à ce niveau que se situe la voie alternative de la respiration mitochondriale produisant de la chaleur. La voie principale se poursuit elle, par la réoxydation du pool d'ubiquinone par les complexes III et IV qui produisent in fine l'ATP.

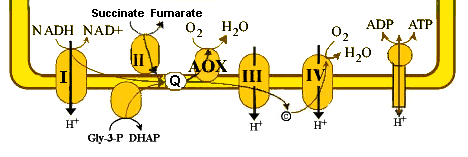
L'AOX dans la voie alternative branchée sur la chaîne de transport d'électrons
I : complexe I, II : complexe II, ..., Q pool d'ubiquinone

La chaîne de transfert d'électrons des mitochondries végétales comporte des soupapes de sécurité face aux déséquilibres entre l'offre et la demande en énergie chimique. Lorsque le cycle de Krebs produit trop rapidement du NADH et du FADH2 par rapport à la capacité d'oxydation de la chaîne respiratoire, la voie alternative dissipe sous forme de chaleur l'excès d'énergie et évite ainsi le blocage des réactions respiratoires.
C'est ce système de protection qui est réutilisé par certains végétaux pour assurer leur pollinisation.
L'enzyme clef de cette voie alternative est une oxydase, l'oxydase alternative mitochondriale ou AOX (Alternative OXidase) qui n'a été découverte qu'à la fin des années 1970. Cette enzyme mitochondriale, codée par le génome nucléaire, a été identifiée chez la totalité des plantes supérieures étudiées, chez de nombreuses algues, champignons, levures et protistes,. L'AOX est une protéine à centre Fer-Fer qui réduit l'O2 en H2O par un mécanisme utilisant 2 électrons fournis par 2 ubiquinols. L'énergie libre générée par le flux d'électrons de l'ubiquinol vers l'AOX ne produit pas d'ATP mais se diffuse sous forme de chaleur.

### Régulation de l'activité de l'AOX
La compétition entre la voie de respiration passant par les cytochromes, les complexes III et IV ou par la voie alternative de l'AOX est finement contrôlée suivant les besoins métaboliques de la cellule. La réduction de 40 à 50 % du pool d'ubiquinone est le facteur principal de l'activité de l'AOX. L'expression du gène AOX est sous le contrôle des métabolites clefs du métabolisme mitochondrial. On observe une augmentation de la synthèse de l'AOX sous l'effet du citrate, de l'acide salicylique, des espèces activées de l'oxygène ROS. Une induction importante de l'AOX a été observée aussi sous l'effet de stress (attaque de pathogène, froid, blessure), de désordres métaboliques, au moment de la sénescence, du mûrissement du fruit ou du développement floral.
Dès 1937, Adriaan Van Herk avait observé que la thermogenèse était déclenchée par la sécrétion d'une molécule, le calorigène qui fut identifiée à l'acide salicylique en 1987. Ce phénomène a pour but de favoriser la synthèse de monoamines aliphatiques au moment de la pollinisation ce qui attire les insectes endothermes pollinisateurs comme le scarabée.
Le gène AOX est fortement exprimé durant la thermogenèse de plantes consommatrices de glucides comme le Dracunculus vulgaris (Araceae) mais pour des plantes qui brûlent des lipides comme le  Philodendron selloum, la production de chaleur pourrait être associée avec l'UCP (uncoupling proteins).
Le taux de respiration de certaines plantes à inflorescence thermogénique est très élevé et peut même dépasser celui d'animaux à sang chaud. Ainsi, les tissus de l'Arum maculatum produisent jusqu'à 400 mW g−1 alors qu'un colibri en vol ne produit que 240 mW g−1.

### Thermorégulation
Quelques espèces à fleurs thermogéniques sont aussi aptes à maintenir une température à peu près constante indépendamment de la température de l'air ambiant. Cette thermorégulation a d'abord été démontrée chez le Philodendron selloum puis chez d'autres aracées et chez le lotus (Nelumbo nucifera).

## Thermogenèse à partir du tissu adipeux blanc
Cette section ne s'appuie pas, ou pas assez, sur des sources secondaires ou tertiaires indépendantes du sujet. Le texte peut contenir des analyses inexactes ou inédites de sources primaires.
Pour l'améliorer, ajoutez-en, ou placez des modèles {{Source secondaire souhaitée}} ou {{Source secondaire nécessaire}} sur les passages mal sourcés. (août 2025)
Il a été proposé une méthode nommée thermogenin-like system (TLS) pour produire de la thermogenèse à partir du tissu adipeux blanc ou à partir d'autres tissus assez nombreux (comme les cellules endothéliales ou musculaires). Cela pourrait permettre de proposer de nouvelles méthodes thérapeutiques contre l'obésité morbide ou le diabète sévère. Le modèle proposé est purement théorique, il repose sur l'utilisation de pompes PoXeR activées par la lumière et intégrées dans la membrane interne des mitochondries. Ces pompes permettent le passage des protons de façon que la force proton-motrice soit abaissée. Cela permet de consommer davantage de glucose sanguin depuis les cellules adipeuses blanches, ou endothéliales ou musculaires et devrait réduire le taux de glucose sanguin. L'explication est que la glycolyse est accélérée lorsque le glucose entre dans les cellules et subit le cycle de Krebs dans les mitochondries. Les cellules musculaires possédant beaucoup de mitochondries, il est également intéressant de faire exprimer les pompes PoXeR dans ce tissu.
La méthode est toutefois invasive, fait appel à la thérapie génique et nécessite plusieurs essais cliniques ainsi qu'une hospitalisation pour intégrer le système au niveau du tissu adipeux blanc ou musculaire dans la graisse abdominale. Il s'agit également d'un système réagissant à la lumière. Comme la lumière ne traverse pas la peau depuis l'extérieur, le système doit comprendre une partie sous-cutanée et une activation alternée d'une lumière verte durant un certain temps, désactivée durant un second temps. Le cycle se répète sur plusieurs semaines, notamment afin de recharger le système lumineux. Afin que le taux d'ATP ne soit pas trop abaissé (sinon la cellule meurt), le système s'auto-régule. En effet, pour que de la lumière s'allume dans le système, il est nécessaire que la lumière soit fournie en continu sans trop abaisser le taux d'ATP. Comme la luciférase est capable d'émettre de la lumière en échange d'ATP, si le taux d'ATP diminue trop drastiquement alors la lumière s'arrête, le taux d'ATP revient à la hausse et la lumière est réactivée pour faire de la thermogenèse.
Indépendamment, Glen Jeffery et Michael B. Powner ont étudié en 2024 l'impact de la lumière sur les mitochondries dans le but de diminuer le taux de glucose sanguin. . Ces travaux sont assez similaires à ceux de Daoudi Rédoane.